# Индийская лингвистическая традиция
Древнеиндийская школа языкознания считается колыбелью лингвистики. Уже в первом тысячелетии до нашей эры в Древней Индии возник интерес к языкознанию, вызванный стремлением сохранить в чистоте ведийский язык — устаревающий язык религиозного ритуала. Ориентирующаяся на сохранение правильности произношения священных гимнов, древнеиндийская лингвистика в первую очередь изучала законы мелодики, ритмики, метрики, фонетики, а также этимологию и значения слов. Языкознание пользовалось большим уважением: оно считалось самой важной наукой, а освоение грамматики было необходимым условием для дальнейшего изучения любой другой научной области. Лингвистические труды Индии оказали большое влияние на соседние народы, а позднее — и на европейскую науку.

## Зарождение традиции
Древнеиндийские религиозные гимны (Веды) были написаны на ведийском санскрите, классическом языке древнеиндийской письменности. Уже в V веке до н. э. санскрит перестал использоваться в качестве бытового языка, сохранив употребление в интеллектуальной и религиозной сферах. Со временем санскрит стал значительно отличаться от пракритов — индийских разговорных языков. Даже представители высшей касты — жрецы-брахманы, осуществлявшие сложные культовые обряды, не всегда обладали полным пониманием священных текстов. Потребовалось обеспечить понимание и точность воспроизведения ведийских текстов. Кроме того, ведийский язык считался языком богов, которому приписывалась магическая сила. По этим причинам возникло изучение санскрита в качестве литературного языка.
Признаки звукового анализа слов наблюдаются уже в ведийских текстах. Фердинанд де Соссюр в своих исследованиях по индоевропейской поэтике отметил, что построение древнейших гимнов Вед основано в том числе на анаграмматическом принципе. Указанный принцип проявляется в закономерном повторении сочетания фонем ключевого слова (как правило, имени бога) на протяжении всего текста. Де Соссюр приводит в качестве примера гимны «Ригведы», посвящённые Агни (его также называют Ангирас), которые содержат большое количество созвучных слов, например IAST: giraḥ (песни) и IAST: aṅga (соединение). Другим характерным примером служит гимн, посвящённый богине Речи (IAST: vāc), включающий повторение слогов vā и va. Стремление к сближению в текстах однокоренных и похоже звучащих слов привело к зарождению морфологического анализа.
Дальнейшее изучение языковых явлений может быть обнаружено в Брахманах. Брахманы — комментарии к Ведам, содержащие рекомендации для жрецов, касающиеся проведения важных ритуалов, а также объяснения смысла обрядов. В период создания Брахман бытовой язык Индии уже существенно отличался от ведийского санскрита. Культовый язык Вед жрецам приходилось изучать отдельно, в том числе с опорой на Брахманы. В этот период обнаруживается зарождение лингвистической терминологии, относящейся в первую очередь к сфере стихосложения: IAST: pada (шаг, часть стихотворной строки между паузами), IAST: akṣara (слог). В более поздних текстах Брахман и Упанишад вводятся так понятия, как мора, слогофонема, ударение.

## Основные достижения
В отличие от Ближнего Востока и Китая, языковедческая традиция в Древней Индии складывалась под влиянием потребностей религиозного культа. Считается, что боги озвучили ведийские каноны мудрецам-риши, а те упорядочили знание, максимально точно следуя мифологическим источникам. Тексты были сакрализованы и возведены к божественным источникам. В услышанных мудрецами и передаваемых первое время из уст в уста гимнах особое внимание уделялось именно правильному произношению. Поэтому в индийской традиции наибольший интерес для изучения представляла звучащая речь: законы мелодики, ритмики, метрики, фонетики, а также этимология.
Восприятие ведийского санскрита, как священного языка, языка Вед, привело к тому, что древнеиндийские лингвисты рассматривали этот язык как единственно верный. Сформировавшиеся на территории Индии разговорные языки, родственные санскриту, считались его искажённой формой, а неродственные — вовсе не считались языками: для их обозначения использовался термин, имевший буквальное значение «невнятное бормотание». Это же послужило причиной преобладания синхронного описания языка в трактатах древнеиндийских лингвистов.
Важной деталью древнеиндийской науки являются веданги — примыкающая к ведам обрядовая и научная литература. Лингвистические вопросы поднимаются в вьякаране (грамматика), нирукте (значения слов), шикше (фонетика и орфоэпия) и чхандасе (стихосложение и метрика). Веданги определяют основные направления древнеиндийского языкознания.

### Фонетика
Значимость правильного произношения священных текстов была общепризнанной, так как в представлении индийцев успех жертвоприношения зависел не только от точного совершения обрядов, но и от правильного чтения ведийского текста. Орфоэпические принципы и фонетические правила ведийского санскрита рассматривались в рамках шикши — одной из шести веданг. В силу особой актуальности проблемы произношения для древних индийцев, шикша стала первой самостоятельной ветвью лингвистики. В ранних Брахманах уже встречаются некоторые фонетические термины (в частности санскр. varna — звук и санскр. avasana — пауза). Ко времени создания Араньяк и Упанишад шикша, по всей видимости, уже являлась сформированной наукой. «Тайттирия-упанишада» выделяет в шикше шесть проблемных вопросов: звуки, тон/ударение, длительность звука, сила, артикуляция и соединения звуков.
Древними индийцами были изучены звуки речи и проведена их классификация на основе артикуляторных признаков. Древнеиндийские фонетисты различали гласные и согласные звуки, смычные и фрикативные согласные, различали полугласные звуки, обращали внимание на долготу и краткость звуков. Им были известно понятие слога, имелось представление о слогофонеме, о различии между звуком речи и фонемой. Большое внимание уделялось взаимовлиянию звуков при произношении в потоке речи. При описании звуков индийцы выделяли артикулирующий орган (корень языка, средняя часть и его кончик) и место артикуляции.
Считается, что уже приблизительно в 700 г. до н. э. сложилась схема упорядоченного изложения санскритских звуков, ещё не привязанная к какой-либо форме письма. Оформленные на письме перечни звуков впервые представлены в пратишакхьях — древнейших трактатах в классе шикша-сутр, оформившихся приблизительно с VI по II в. до н. э. Всего сохранилось пять пратишакхья, каждая из которых относится к определённому ведийскому тексту. В «Ригведа-пратишакхья» содержится самый древний известный перечень звуков, который несколько отличается от известной фонетической системы классического санскрита. Звуки в этом перечне упорядочены в соответствии с их артикуляцией (краткие гласные, дифтонги, долгие гласные, смычные согласные, сонанты, щелевые). Классификация звуков, наиболее приближенная к современной системе, представлена в относящейся к Белой Яджурведе «Ваджасанейи-пратишахья». Артикуляторная классификация звуков повлияла на порядок следования графических знаков в буквенно-слоговых системах индийского письма.
Помимо перечней звуков, пратишакхьи включали инструкции по произношению и интонации, а также правила сандхи — изменения звуков на стыке слов.
Для Ригведы фонетисты Древней Индии описали не только сплошное чтение (самхитапатха), но и раздельное — по одному слову (падапатха). Разработка раздельного чтения священных текстов приписывается древнеиндийскому грамматику Гаргья.

### Лексика
Около трёх тысяч лет назад появились первые словари с терминами из Вед — нигхантавасы. Одним из первых образцов подобных списков является перечень вышедших из употребления слов Ригведы в «Айтарея-брахмана».
Самым известным глоссарием является составленный к Ригведе и включающий около 1000 опорных слов список под названием Нигханту. Слова в Нигханту не упорядочены по алфавиту или по очерёдности появления в Ригведе, но сгруппированы в пять глав в соответствии со значениями:
- объекты живой и неживой природы;
- человек и сфера его деятельности;
- абстрактные понятия, описывающие состояние человека и черты его характера;
- слова, используемые только в Ригведе;
- теологические термины и имена богов.

В Нигханту не содержится какой-либо лингвистической теории или словарных определений, однако выбор терминов и их разбиение на группы позволяет утверждать, что в Нигханту представлена попытка провести семантический анализ текста Ригведы с опорой на ключевые слова.
Поздневедийская религия потребовала специальной дисциплины — нирукты, в рамках которой исследуются значения и этимология слов, используемых в жреческих ритуалах. Разрабатывались перечни имён богов, названий действий, которые они совершали, предметов, которыми они пользовались, и характеристик этих предметов. Старейший из известных трактатов подобного рода был создан в V в до н. э. лингвистом Яской. Он составил подробный комментарии к Нигханту — трактат Нирукта (от глагола санскр. nir-vac — «высказывать, объяснять»). Нирукта часто рассматривается как трактат по этимологии, однако он не содержит описания истории слова, описания изменений его форм и значений. Причина в том, что слова Нигханту — это слова Вед, слова священных гимнов, считающиеся незыблемыми. То есть Яска даёт синхронное описание языка. В Нирукте представлено исследование связей слов в семантической группе и отношений между вещами и понятиями. Изучая цепочки близких по значению слов, Яска обнаруживает ассоциативную связь между ними, восстанавливающую скрытую семантику этих слов. Помимо толкования значений слов, Яска также относит их к одной из частей речи: имя, глагол, предлог или частица (к последним по Яске относятся также союзы, наречия и междометия). На идее о четырёх частях речи в «Нирукте» основано необходимое для этимологического анализа рассуждение о том, что практически все имена происходят от «действий». Кроме того, им был выделен корень как значимая часть слова и обнаружено понимание падежей.
В V—VI в. лингвист Амара Синха составил «Амара-коша» — словарь санскрита на 10000 слов. Этот словарь считается первым в мире тезаурусом и до сих пор используется для изучения санскрита. Амара-коша содержит информацию о роде слова, его числе и синонимах. Особенностью словаря является его упорядоченность в соответствии с мировоззрением автора — слова разбиты на главы и секции по их смыслу.

### Грамматика

Древнеиндийский лингвист Панини на почтовой марке Индии

Вопросы грамматики и морфологии затрагивались как в фонетических исследованиях, так и в этимологических. Важнейшая из грамматик — «Восьмикнижие» («Аштадхьяи») Панини (V в. до н. э.).
«Восьмикнижие» было составлено устно и записано только через несколько веков. Этот текст предполагался для заучивания наизусть, что повлияло на его лаконичность и особенность структуры. Трактат разбит на восемь уроков, в свою очередь составленных из четырёх частей. Каждая часть содержит краткие сутры в несколько слогов. Всего в работе 3959 сутр.
В своём описании санскрита Панини определяет первичные, неделимые далее составляющие языка, на основе которых строятся словоформы и сочетания слов. Правила построений, а также перечни исходных элементов: список глагольных корней «Дхатупатха» и список именных основ «Ганапатха» — входят в состав «Восьмикнижия».
В «Восьмикнижии» фиксируется строгий порядок следования морфем в словоформе, вводится понятие нулевой морфемы, необходимое для теоретических построений. Также Панини исследует морфонологические изменения на стыке морфем и слов.
Грамматика Панини и многочисленные комментарии и дополнения его последователи сформировали одну из веданг — вьякарану.
Грамматика имела большое значение для древнеиндийской традиции и пользовалась большим авторитетом. Лингвофилософ Бхартрихари так высказывался об этой науке:
Она [грамматика] есть врата к бессмертию, целебное средство от загрязнений речи, освятительница всех знаний. Она светится
в каждом знанииБхартрихари

## Изучение пракритов
В своём «Восьмикнижии» Панини не только описывает ведийский санскрит, но и обращает внимание на его отличия от пракритов. Тем не менее, Панини не делает из обнаруженных различий никаких дальнейших выводов и не рассуждает о возможной исторической последовательности между ведийским языком и санскритом. Часто эти отличия он рассматривает как ошибки. Тем не менее собранный и систематизированный им материал в значительной степени ускорил в дальнейшем построение истории индоарийских языков, в том числе пракритов.
Одно из первых грамматических описаний пракритов дал индийский ученый Вараручи (III в. до н. э.). Один из последователей Панини, он, занимаясь изучением пракритов, предположил, что все среднеиндийские языки произошли от одного общего праязыка — санскрита. В своей грамматике «Освещение пракритов» («Пракритапракаша») Вараручи разбирает образование пракритских суффиксов, окончаний, основ, корней и служебных слов из санскрита. Также Вараручи исследует фонетику, обращая внимание на образование каждого звука, фонетические процессы, например, ассимиляцию. Фонетические изменения Вараручи изучает параллельно с морфологическими преобразованиями, обнаруживая тем самым связь фонетики и морфологии. В первых девяти главах трактата описывается махараштри, наиболее поздний пракрит с самой развитой литературной традицией. В трёх последующих главах Вараручи рассматривает пракриты магадхи, пайшачи и шаурасени.
Таким образом, пракрит описывается как последовательность изменений составляющих санскрита. Подобное описание не раскрывает пракрит как языковую систему, однако оказывается гораздо экономичнее: пракритская грамматика включает примерно 400 сутр, что в десять раз меньше, чем в грамматике Панини.
По мнению некоторых учёных подобный подход к описанию пракритов позволяет утверждать, что в своих трудах Вараручи заложил основы сравнительного языкознания. Другие лингвисты полагают подобное утверждение спорным.
Составлявшиеся словари пракрита включали в себя только слова, которые не могли быть выведены из санскрита по описанным правилам. Одним из таких словарей является «Дешинамамала» грамматика Хемачандры (XIII в.). Интерес представляет пракритская грамматика его авторства. Эта работа более подробная, чем трактат Вараручи, и более точно описывает формы пракрита, встречающиеся в литературе. Также в ней представлено описание поздней формы среднеиндоарийского языка апабхранша.

## Комментаторская литература
В рамках древнеиндийской языковедческой традиции широкое распространение получили комментарии — трактаты, уточняющие или дополняющие более ранние труды. Комментарии могли содержать примеры для сутр, а также устранения или разъяснения кажущихся противоречий в комментируемом тексте. При этом комментарии могут содержать и исследование общелингвистических проблем, не рассматриваемых в комментируемом труде.
Комментаторская литература создавалась главным образом вокруг текста «Восьмикнижия». Первым значительным трудом считается критический комментарий Катьяяны «Варттика» («Дополнения»), созданный в III в. до н. э. Катьяяна рассматривает около трети сутр «Восьмикнижия», снабжает их пояснениями и примерами. Также он высказывает сомнения в полноте и непротиворечивости описания санскрита, данном Панини.
Во II в. до н. э. учёный Патанджали создал «Махабхашью» («Большой комментарий»), в которой комментировал не только «Восьмикнижие» Панини, но и сочинения Катьяяны. Патанджали отвечал на критику Катьяяны, защищая труд Панини. Он также собрал и интерпретировал те особенности языка, которые возникли после Панини. Кроме того, Патанджали обращается к проблемам общей теории языка, таким как различение грамматического и естественного рода, значение грамматики и природа слова.
Также внимание уделяется и Бенаресскому комментарию, созданному в VII веке лингвистами Вамана и Джаядитья. Обобщающими комментариями выступили созданные в XVIII веке труды Нагеши, в том числе «Освещение» и сборник метаправил, где сутры окончательно упорядочены по старшинству, то есть по последовательности выполнения.

## Средневековье
Грамматические труды в средневековой Индии в основном ориентировались на работу Панини и представляли собой комментарии или переработки сутр Восьмикнижия. Основные авторы этого периода — Чандра, Вараручи, Хемачандра, Джаядитья, Вамана, Бхаттоджи, Дикшит. Они стремились представить труд Панини в более лаконичной форме. В принадлежащей Чандрагомину «Унадисутре» исследуется различие между морфемой и словом, заключающееся в наличии референта у последнего. Труды Хемачандры (XI век) не содержат нового теоретического материала, однако в них в научный обиход вводится информация по поздним среднеиндийским языкам.
Редким исключением является грамматик Вопадева, который в XIII веке составил санскритскую грамматику «Мугдхабодха» (санскр. Mugdhabodha — наставление, просвещение глупца), не ориентированную на грамматическую систему Панини. Его работа предназначена для тех, кто начинает изучать санскрит, и написана в более лёгкой и понятной форме, чем Восьмикнижие.
На основе паниниевской модели продолжаются описания грамматик пракритов.
Также объектом исследования становится язык пали — язык южного буддизма. Это единственный язык, который индийские языковеды описывали и осознавали как самостоятельный. Первая палийская грамматика приписывается лингвисту Каччаяне. В XII веке об этом языке были созданы труды за авторством Моггалана и Аггаванса.

## Философские рассуждения о языке
Древние индийцы обращались и к вопросам философии языка, однако в меньшей мере, чем, например, греческая школа лингвистики. В частности, в «Восьмикнижии» Панини и в «Варттики» Катьяяны отсутствуют философские рассуждения вовсе.
Первоначально философия языка рассматривалась в рамках мифологических сказаний и религиозных текстов. Среди богов ведийского пантеона выделялись персонификации различных аспектов языковой деятельности: богиня речи Вач, богиня священной речи Бхарати, богиня истинной речи Варуна. Со временем религиозно-философские взгляды видоизменяются, и в поздневедийской литературе речь отождествляется с Брахманом.
Для индийской лингвистической традиции характерно восприятие языка как деятельности, а не как некоторого фиксированного образования, описываемого с помощью единой теории. Поэтому рассуждениям древнеиндийских авторов о природе языка характерна множественность подходов, позволяющая изучить рассматриваемую сущность в одном из её аспектов.
Одним из наиболее глубоких философских исследований проблем языка является трактат древнеиндийского философа-языковеда Бхартрихари (V—VI вв.) под названием «Вакьяпадия». В этом труде Бхартрихари исследует с различных точек зрения связь между предложением и суждения. Предложение, по его мнению, является единым атомарным высказыванием, имеющим единое неделимое значение, и поэтому его можно считать единицей языка — как минимальную конструкцию, способную передавать мысль. Таким образом, Бхартрихари и его последователи считают слова искусственными построениями ученых, не несущими настоящего смысла, и не изучают их. По их представлениям, слова применяются для описания языкового материала, но не формируют его.
Бхартрихари различал три стадии, которые проходит речь в своём развитии: «провидческую» (стадия, когда речь задумана и готова к произношению), «промежуточную» (момент произношения, когда речь ещё не обработана собеседником), и «выставленную» (артикулируемая, звучащая речь). Бхартрихари вводит понятие спхоты как ядра языка. Спхота — некоторый неделимый языковой символ, определяющий то состояние сознания, которое передаётся слушателю с помощью высказывания. Бхартрихари выделяет спхоту разных уровней: предложения, слова и фонемы, но не звука.

## Влияние на другие школы языкознания
С распространением буддизма лингвистические и грамматические идеи Древней Индии проникли в Китай, где способствовали становлению учения о четырёх основных тонах китайского языка, а также исследованию вопросов лексикологии, лексикографии, иероглифики, фонетики, грамматики, диалектологии, основ теории письма.
Ещё до начала новой эры некоторые идеи древнеиндийских грамматиков стали известны в Древней Греции, а с XI в. они стали влиять и на арабскую науку. Через арабскую и греческую традиции индийская лингвистика оказывала влияние на последующее развитие языкознания.
В конце XVIII в. с индийской языковедческой школой знакомятся в Европе. Изучение санскрита и обнаружение его сходств с европейскими языками (латынь, греческий язык) послужило толчком к зарождению сравнительно-исторического языкознания. После этого многие результаты, представленные в трактатах Панини и его последователей, использовались в работах европейских учёных (в частности, Франца Боппа и Августа Шлейхера). Датский ученый Вильгельм Томсен так отзывался о древнеиндийской лингвистике:
Высота, которую достигло языкознание у индусов, совершенно исключительна, и до этой высоты наука о языке в Европе не могла подняться вплоть до XIX в., да и то научившись многому у индийцевВ. Томсен
Отмечается богатая терминологическая база, разработанная в трудах древнеиндийских грамматиков, в частности, Панини. Некоторые введённые ими термины приняты современной лингвистикой (в частности, понятие сандхи).